# Super Monkey Ball: Banana Blitz
Super Monkey Ball: Banana Blitz (スーパーモンキーボール ウキウキパーティー大集合?, Sūpā Monkī Bōru Ukiuki Pātī Daishūgō) è un videogioco del 2006 sviluppato da SEGA e pubblicato per Wii. Annunciato nell'aprile 2006, il gioco è stato uno dei titoli di lancio della console Nintendo.
Un remake in HD, intitolato Super Monkey Ball: Banana Blitz HD, è stato pubblicato in tutto il mondo il 29 ottobre 2019 per Nintendo Switch, PlayStation 4 e Xbox One, e nel dicembre 2019 per Microsoft Windows tramite Steam. Il remake in HD è stato pubblicato anche in Giappone il 31 ottobre 2019 per Nintendo Switch e PlayStation 4. 
In Super Monkey Ball: Banana Blitz HD, a differenza di Super Monkey Ball: Banana Blitz, i giocatori saranno in grado di sbloccare nuovi costumi per ciascuno dei personaggi, così come Sonic the Hedgehog come personaggio giocabile.